# 旅館業法
旅館業法（りょかんぎょうほう、昭和23年7月12日法律第138号）は、旅館業の業務の適正な運営を確保すること等により、旅館業の健全な発達を図るとともに、旅館業の分野における利用者の需要の高度化および多様化に対応したサービスの提供を促進し、もって公衆衛生および国民生活の向上に寄与することに関する日本の法律である。
1948年7月12日公布、同年7月15日施行。所管官庁は、厚生労働省で、関係官庁には国土交通省、総務省、消防庁がある。下位法令に旅館業法施行令（昭和32年政令第152号）、旅館業法施行規則（昭和23年厚生省令第28号）がある。本項目ではそれぞれ政令、規則と表記する。

## 概要
定義（第2条）
いずれも宿泊料を受けることが営業の要件となっており、徴収しない場合は本法の規制対象とならない。
この法律で「宿泊」とは、寝具を使用して前各項の施設を利用することをいう。
家賃などを受けて、部屋の使用権限を与え、生活の拠点とさせるような賃貸マンション・アパートは本法の対象外となる。
この法律で「特定感染症」とは感染症法に規定する1塁感染症、2類感染症、新型インフルエンザ等感染症、指定感染症（入院・宿泊療養・自宅療養に係る感染症法の規定が準用されるものに限る）、新感染症をいう。
この定義は2023年の改正で追加された。
旅館業の許可（第3条）
許可の申請は規則第1条により行う。
また次のような施設は客室の床面積などの設備基準が緩和されることがある。
1. キャンプ場、スキー場、海水浴場等において特定の季節に限り営業する施設
2. 交通が著しく不便な地域にある施設であつて、利用度の低いもの
3. 体育会、博覧会等のために一時的に営業する施設
ただしイベント開催に伴う多数の外来者のため宿泊施設の不足が見込まれ、自治体等の要請で住居などを提供する場合（いわゆるイベント民泊）は旅館業の許可不要。開催期間中宿泊客が入れ替わるなど反復継続性がある場合は許可要。
4. 農山漁村余暇法（平成六年法律第四十六号）第二条第五項に規定する農林漁業体験民宿業に係る施設

宿泊施設が複数敷地に分散する場合は、施設ごとに許可の申請が必要。
都道府県知事は、前項の許可の申請があった場合において、その申請に係る施設の構造設備が政令で定める基準に適合しないと認めるとき、当該施設の設置場所が公衆衛生上不適当であると認めるとき、又は申請者が次の各号のいずれかに該当するときは、同項の許可を与えないことができる。（同第2項）（旅館業法施行令第1条第1項に旅館・ホテル営業の設備基準、同第2項に簡易宿所営業の設備基準、同第3項に下宿営業の設備基準が規定されている。詳細は旅館#概要、簡易宿所#概要、下宿#日本の法制度上の下宿を参照。）
1. 心身の故障により旅館業を適正に行うことができない者として厚生労働省令で定めるもの。
省令には精神の機能の障害により旅館業を適切に運営するために、適切な判断や意思疎通ができないものと規定される（規則第1条の２）
2. 破産手続開始の決定を受けて復権を得ない者
3. 禁錮以上の刑に処せられ、又はこの法律若しくはこの法律に基づく処分に違反して罰金以下の刑に処せられ、その執行を終わり、又は執行を受けることがなくなつた日から起算して3年を経過していない者
4. 第8条の規定により許可を取り消され、取消しの日から起算して3年を経過していない者
5. 暴力団員による不当な行為の防止等に関する法律（平成三年法律第七十七号）第2条第6号に規定する暴力団員又は同号に規定する暴力団員でなくなった日から起算して5年を経過しない者（第八号において「暴力団員等」という。）
6. 営業に関し成年者と同一の行為能力を有しない未成年者でその法定代理人（法定代理人が法人である場合においては、その役員を含む。）が前各号のいずれかに該当するもの
7. 法人であって、その業務を行う役員のうちに第一号から第五号までのいずれかに該当する者があるもの
8. 暴力団員等がその事業活動を支配する者

旅館業の許可申請がなされた施設の周囲概ね100メートルの区域内に次の施設が存在し、旅館業の設置によりその清純な施設環境が著しく害されると認められる場合も、前項と同様に許可を与えないことができる。（同第3項）
1. 学校教育法第一条に規定する学校（一条校）（ただし大学を除く）、及び認定こども園法第二条第七項に規定する幼保連携型認定こども園。
2. 児童福祉法第七条第一項に規定する児童福祉施設。
3. 社会教育法第二条に規定する社会教育に関する施設やその他の施設で、都道府県（保健所を設置する市又は特別区にあつては、市又は特別区）条例で定める施設。

都道府県知事は旅館業の許可を新たに与える際、当該施設の周囲概ね100メートルの区域内に前項に掲げる施設がある場合、予め関係機関に、施設環境が著しく害される恐れがないかどうかの意見照会を行う。（同第4項）
許可の地位承継（第3条の2～4）
許可を受けて旅館業を営む者（以下営業者）がその地位を譲渡する場合で、譲渡人と譲受人が申請を行い、都道府県知事等の承認を受けたとき、譲受人は譲渡人の営業者の地位を承継することができる（第3条の２第1項）。譲渡のための申請は規則第１条の３に従い行う。この譲渡に関する規定は2023年の改正で追加された。
法人の営業者が分割または合併を行い、申請により都道府県知事等の承認を受けたものは、営業者の地位を承継することができる（第3条の３第1項）。承認のための申請は規則第2条に従い行う。
個人の営業者が死亡し、相続人が被相続人の営業を引き継ごうとする場合も、申請により都道府県知事等の承認を受け、営業者の地位を承継することができる（第3条の４第1項）。承認のための申請は規則第3条に従い行う
また都道府県知事は第3条第2項の欠格事項や同第3条の清純な施設環境についての判断などはこれらの場合についても行う。（第3条の２第2項、第3条の３第2項、第3条の４第３項））
営業者の講ずべき衛生措置（第4条）
また営業者は旅館業として施設を運用するにあたっては、同第1項の基準のほか、政令第3条の各号に定める利用基準に従わなければならない。（同第3項）利用基準の内容は次の通り。
1. 善良の風俗に反する文書や図面、物件などを、施設に掲示したり備え付けたりしないこと。
2. 善良の風俗に反する広告物を掲示しないこと。

特定感染症のまん延防止に対する協力依頼（第4条の２）
特定感染症国内発生期間に限り、営業者は特定感染症の蔓延の防止に必要な限度において、利用者に、法令で定められた協力を求めることができる（4条の２第1項）。「特定感染症国内発生期間」がいつであるかは法4条の２第2項で規定される。協力は、次の区分に応じて求められる内容が異なる。
- 特定感染症の症状の症状を呈している者（A）、または特定感染症にかかつていると疑うに足りる正当な理由のある者（B）（政令4条）。後者は新型コロナウイルス感染症における濃厚接触者にあたるもの。
- 特定感染症の患者（C）
- その他の者（D）

法令で定められた協力の内容とそれに対応する区分は次の通り。
- 患者であるかの確認のため、医師の診断を受け、その結果を書面で報告すること。- （A）（B）
- 客室での待機 - （A）（B）（C）
- 体温などの健康状態の確認 - （A）（B）（C）（D）
- その他の感染防止対策(具体的には感染症に応じて指針等で定められる) - （A）（B）（C）（D）

宿泊者は正当な理由が無ければこれらの協力依頼に応じなければならない（4条の２第4項）。これら協力依頼の規定は2023年の改正で追加された。
宿泊拒否の禁止（第5条）
営業者は、次の各号のいずれかに該当する場合を除いては、宿泊を拒んではならない（5条第1項）。
1. 宿泊しようとする者が特定感染症の患者（前述のC）であるとき。
2. 宿泊しようとする者が賭博、その他の違法行為又は風紀を乱す行為をするおそれがあると認められるとき。
3. 宿泊しようとするものが、その実施の負担が過重で、他の宿泊客に対するサービスが提供できないおそれのある要求を繰り返したとき。
4. 宿泊施設に余裕がないとき、その他都道府県が条例で定める事由があるとき。

2023年の改正で第1号の「伝染病の疾病にかかっていると明らかに認められる」が「特定感染症の患者等」に改正され。伝染病という曖昧な表現から、疾病の範囲の具体化が図られた。また第3号に、カスタマーハラスメントにあたる過度な要求への対応が追加された。旅館業の営業者へ過度な要求を繰り返すことを特定要求行為と呼称し、省令5条の６にその内容が規定される
具体例としては、不当な割引・慰謝料の要求、不当な部屋のアップグレード、不当なレイトチェックアウト、不当なアーリーチェックイン、契約にない送迎などを要求することが考えられる。また特定の従業員に自身の接客を強要したり、宿泊する部屋の上下左右に他の宿泊客を泊めないよう求める、泥酔し繰り返しの介抱を要求する等も特定要求行為となり宿泊拒否の事由にすることができる。粗暴な言動、脅迫、暴力、器物損壊などの違法行為に該当しうる場合は、第1項第2号に該当し、繰り返しがなくとも即座に宿泊拒否の事由とすることができる。障害者が宿泊に関して社会的障壁の除去（障害者差別防止法2条第2号）を求める場合、障害者が障害に起因した不当な扱い（同法第8条第1項）を受け謝罪を要求する場合は宿泊拒否の事由としてはならない。
また、旅館業の公共性を踏まえ、営業者は第1項各号の事由にあたるかどうかを客観的事実に基づき判断し、みだりに宿泊を拒否してはならないとする事項も追加された（5条第2項）。
営業者のための対応指針（第5条の2）
厚生労働大臣は特定感染症の感染防止に対する協力依頼や、宿泊拒否ができる事由に関して、旅館業営業者が適切に対応できるよう指針を定めることとされる（5条の２第1項）。指針の策定、あるいは変更にあたってはあらかじめ専門家や旅館業の施設利用者の意見を聞かなければならない（同第2項、第4項）。この規定により「旅館業の施設において特定感染症の感染防止に必要な協力の求めを行う場合の留意事項並びに宿泊拒否制限及び差別防止に関する指針」が定められている。
宿泊者名簿の設置（第6条）
営業者は、宿泊者名簿を備え、これに宿泊者の氏名、住所、連絡先その他の事項を記載し、都道府県知事の要求があったときは、これを提出しなければならない。（第6条第1項）
営業者は、利用者が宿泊者名簿への正確な記載ができるようにし、名簿は3年間保管しなければならない（規則第4条の2第1項）
宿泊者名簿は旅館業の施設か営業者の事務所に保管しなければならない。（同第2項）
宿泊者は、営業者から請求があったときは、前項に規定する事項を告げなければならない。（第6条第2項）
報告徴収、立入検査（第7条）
都道府県知事は旅館業法の運用に必要な範囲で営業者または関係者から報告を受けることができる。また当該職員（環境衛生監視員）に旅館業の施設への立入検査、関係者への聞き取りをさせることができる。（第7条第1項、規則第6条）
改善命令（第7条の２）
都道府県知事は第3条第2項の構造設備の基準に合致しなくなたと認められる場合は、期間を定めて、基準に合致する措置をとることを命ずることができる。（第7条の2第1項）施設で健康被害が出たり、看板や広告が善良の風俗を害するものと判断される場合も改善命令をすることができる。（同第2項）これらの危害が重大な場合は、営業停止処分とした上で改善命令とすることができる。（同第3項）
旅館業許可の取り消し及び停止（第8条）

## 変更等の届出
旅館業の営業者は、規則第1条の許可の申請の内容、または規則第2条、第3条の承認の申請の内容に変更があったとき、及び旅館業を廃業したときは、10日以内に、管轄の都道府県知事に届け出なければならない。（規則第4条）

## 旅館業法をめぐる動向

### 2005年改正
諸外国でのテロ事案発生を受け、2004年12月内閣府において「テロの未然防止に関する行動計画」が策定された。これを受け、2005年2月旅館業法施行規則の一部が改正、宿泊者名簿に記載すべき事項が追加され、外国人である場合には国籍および旅券番号を記載することとされた。旅券の提示およびその写しを保管することにより名簿への記載に代えても良い。

### 民泊サービス関連の規制緩和
政府は2015年10月、政府が指定する国家戦略特区の諮問会議で、旅館業法の特例として、一般の住宅などを宿泊施設として活用する「民泊」に関する事業計画を認定した。2016年1月から東京・大田区の一部地域を対象に適用されている。また、大阪府議会で、国家戦略特区指定地域に関して旅館業法による許可を不要とする条例を制定、2016年4月に施行されている。
2016年4月1日に旅館業法の一部が改正され、簡易宿所に関して「33㎡以上を求める」構造設備基準が緩和された。

### 2017年改正
第195回国会における改正　平成29年12月8日成立、12月15日公布。平成30年6月15日より施行。
営業業種の統合
営業種別について｢ホテル営業｣と｢旅館営業｣を統合し、｢旅館・ホテル営業｣に一元化。
最低客室数の廃止
最低客室数（ホテル営業：10室、旅館営業：5室）の基準を廃止。洋室の構造設備の要件（入り口は施錠できること、寝具はベッドなど洋式であること、他の客室との境が壁式であること）を廃止。
1客室の最低床面積の緩和
1客室の最低床面積（ホテル営業：洋式客室9m2以上、旅館営業：和式客室7m2以上）が、7m2以上（寝台を置く客室にあっては9m2以上）に変更。
無許可営業者に対する罰則の強化
無許可営業者に対する都道府県知事等に報告徴収や立ち入り検査を可能にする。
無許可営業者に対する罰金の上限額を3万円から50万円に、その他旅館業法違反者に対する罰金の上限額を2万円から50万円に引き上げ。
その他
旅館業の欠格条件に暴力団排除規定を追加。

### コロナウイルス感染症と旅館業法
旅館業法第5条は「明らかな伝染病」の場合を除き、健康上の理由によって宿泊拒否をすることを禁じている。2019年コロナウイルス感染症の流行では発熱客などの宿泊を断る感染防止策が旅館業法第5条に抵触する可能性があり対応が課題になっている。

### 2023年改正
第211回国会において、2023年6月7日、旅館業法に係る改正法が可決、成立し、同年12月13日に施行された。改正により、旅館やホテルが業務を著しく阻害する要求を繰り返す「迷惑客」の宿泊を拒めるようになる。当初の改正案にあった、感染対策に応じない客の宿泊拒否を認める項目は削除された。どのような要求が該当するかは省令で定める。